# Phaenoglyphis dolichocera
Phaenoglyphis dolichocera är en stekelart som först beskrevs av Cameron 1889.  Phaenoglyphis dolichocera ingår i släktet Phaenoglyphis, och familjen glattsteklar. Arten är reproducerande i Sverige.